# Polystichum transvaalense
Polystichum transvaalense là một loài dương xỉ trong họ Dryopteridaceae. Loài này được N.C. Anthony mô tả khoa học đầu tiên.